# Alessandro Terrin
Alessandro Terrin (* 11. Juli 1985 in Dolo) ist ein ehemaliger italienischer Schwimmer. Er gewann bei Weltmeisterschaften eine Silbermedaille auf der 25-Meter-Bahn. Bei Europameisterschaften erschwamm er eine Goldmedaille und eine Bronzemedaille auf der 50-Meter-Bahn sowie einmal Gold, viermal Silber und zweimal Bronze auf der 25-Meter-Bahn.

## Sportliche Karriere
Der 1,93 Meter große Alessandro Terrin schwamm für Fiamme Gialle, das Sportteam der Guardia di Finanza. Er gewann 31 italienische Meistertitel, davon zwanzig über 50 Meter Brust und sieben über 100 Meter Brust.

### Die Jahre bis zum Europameistertitel 2006
2002 siegte er über 50 Meter Brust bei den Junioreneuropameisterschaften. 2003 gewann er sowohl über 50 als auch über 100 Meter Brust. Bei den Weltmeisterschaften in Barcelona schlug er als Sechster über 50 Meter Brust an. Im Dezember 2003 erreichte er auch bei den Kurzbahneuropameisterschaften in Dublin das Finale über 50 Meter Brust und wurde Achter. Ein Jahr später belegte Terrin bei den Kurzbahneuropameisterschaften 2004 in Wien den sechsten Platz über 50 Meter Brust und den siebten Platz über 100 Meter Brust.
Im Juni 2005 bei den Mittelmeerspielen in Almería siegte Terrin über 50 Meter Brust zeitgleich mit dem Slowenen Emil Tahirovič. Über 100 Meter Brust wurde Terrin Vierter. Zusätzlich erschwamm er die Bronzemedaille mit der 4-mal-100-Meter-Lagenstaffel. Im Juli bei den Weltmeisterschaften in Montreal schied Terrin auf den beiden kurzen Brustdistanzen im Vorlauf aus. Ende des Jahres bei den Kurzbahneuropameisterschaften in Triest schlug die italienische 4-mal-50-Meter-Lagenstaffel als Siebte an. Über 50 Meter Brust erschwamm Terrin die Silbermedaille mit 0,12 Sekunden Rückstand auf den Ukrainer Oleh Lissohor.
Im April 2006 fanden die Kurzbahnweltmeisterschaften in Shanghai statt. Über 100 Meter Brust verfehlte Terrin als Vierter die Bronzemedaille um eine Hundertstelsekunde. Über 50 Meter Brust gewann er Silber mit 0,21 Sekunden Rückstand auf Oleh Lissohor und über einer halben Sekunde Vorsprung vor dem Dritten. Im August bei den Europameisterschaften in Budapest erreichte Terrin nur das Finale über 50 Meter Brust. Auf dieser Strecke gewann er die Goldmedaille zeitgleich mit Oleh Lissohor, der drittplatzierte Slowene Matjaž Markič lag 0,39 Sekunden zurück. Ende des Jahres bei den Kurzbahneuropameisterschaften in Helsinki belegte Terrin den fünften Platz über 100 Meter Brust. Über 50 Meter Brust erschwamm er Silber hinter Lissohor. Außerdem erhielt er die Bronzemedaille mit der 4-mal-50-Meter-Lagenstaffel.

### Die Jahre ab 2007 mit Europameisterschaftsbronze 2008
Die Weltmeisterschaften 2007 in Melbourne wurden bereits im März ausgetragen. Terrin schied über 100 Meter Brust im Halbfinale aus. Über 50 Meter Brust schlug er als Vierter an mit 0,21 Sekunden Rückstand auf den drittplatzierten Südafrikaner Cameron van der Burgh. Ende 2007 bei den Kurzbahneuropameisterschaften in Debrecen siegte Lissohor über 50 Meter Brust vor dem Norweger Aleksander Hetland, Terrin wurde Dritter, 0,03 Sekunden vor Matjaž Markič.
Im März 2008 bei den Europameisterschaften in Eindhoven erkämpfte Terrin die Bronzemedaille über 50 Meter Brust hinter Lissohor und dem Norweger Alexander Dale Oen. Die 4-mal-100-Meter-Lagenstaffel mit Mirco Di Tora, Alessandro Terrin, Paolo Villa und Filippo Magnini belegte den fünften Platz. Im April 2008 belegte Terrin über 50 Meter Brust den vierten Platz bei den Kurzbahnweltmeisterschaften in Manchester. Im August bei den Olympischen Spielen in Peking wurde Terrin im Vorlauf über 100 Meter Brust disqualifiziert. Die 4-mal-100-Meter-Lagenstaffel mit Mirco Di Tora, Alessandro Terrin, Mattia Nalesso und Filippo Magnini erreichte das Finale mit der achtbesten Vorlaufzeit. Im Finale schwamm Loris Facci für Terrin, die Staffel wurde wegen Frühstart von Magnini disqualifiziert. Ende 2008 bei den Kurzbahneuropameisterschaften in Rijeka belegte Terrin den fünften Platz über 50 Meter Brust. Die 4-mal-50-Meter-Lagenstaffel mit Mirco Di Tora, Alessandro Terrin, Marco Belotti und Filippo Magnini gewann den Titel mit 0,4 Sekunden Vorsprung vor den zeitgleich zweitplatzierten Deutschen und Russen. Die Staffel stellte dabei eine neue Weltbestzeit auf.
Ende Juni 2009 bei den Mittelmeerspielen in Pescara siegte Terrin über 50 Meter Brust mit 0,05 Sekunden Vorsprung vor Emil Tahirovič. Einen Monat später bei den Weltmeisterschaften in Rom schied Terrin über 50 Meter Brust als Neunter des Halbfinales aus. Ihm fehlten 0,07 Sekunden zum Finaleinzug. Ende 2009 bei den Kurzbahneuropameisterschaften in Istanbul schlug die 4-mal-50-Meter-Lagenstaffel mit Mirco Di Tora, Alessandro Terrin, Rudy Goldin und Filippo Magnini als Vierte an mit 0,04 Sekunden Rückstand auf die drittplatzierten Franzosen. Über 50 Meter Brust erkämpfte Terrin Silber hinter Aleksander Hetland. 2010 bei den Europameisterschaften in Budapest schied Terrin über 50 Meter Brust als Neunter des Halbfinales aus, ihm fehlten sechs Hundertstelsekunden für den Endlauf. Ende 2010 bei den Kurzbahneuropameisterschaften in Eindhoven wurde die italienische 4-mal-50-Meter-Lagenstaffel Zweite hinter den Deutschen. Terrin erhielt eine Silbermedaille für seinen Einsatz im Vorlauf.